# Andamanenkoekoeksduif
De andamanenkoekoeksduif (Macropygia rufipennis) is een vogel uit de familie Columbidae (duiven).

## Verspreiding en leefgebied
Deze soort is endemisch op eilanden in de Golf van Bengalen. Er zijn twee ondersoorten:
- M. r. andamanica (Andamanen).
- M. r. rufipennis (Nicobaren)

Het leefgebied bestaat uit regenwoud, maar ook wel aangetast natuurlijk bos en tuinen. Het voedsel bestaat uit bessen en vruchten.

## Status
De andamanenkoekoeksduif heeft een klein verspreidingsgebied en daardoor is er de kans op uitsterven. De grootte van de wereldpopulatie is niet gekwantificeerd, maar de soort gaat in aantal achteruit. Vooral op de grotere eilanden treedt habitatverlies op en bovendien wordt er op de duiven gejaagd. Toch staat deze koekoeksduif nog als niet bedreigd op de Rode Lijst van de IUCN.